# Joseph Rheinberger
 Josef Gabriel Rheinberger (Vaduz, 17 maart 1839 – München, 25 november 1901) was een uit Liechtenstein afkomstige Beierse muziektheoreticus, muziekpedagoog en componist. Hij volgde zijn muziekopleiding in München, waar hij onder andere onderwijs volgde bij Franz Lachner. Gedurende de vijftiger jaren van de negentiende eeuw verdiende hij in die stad zijn levensonderhoud door het orgelspel. Rheinberger schreef meer dan tweehonderd werken voor koor, orkest en solisten. Tot zijn bekendere oeuvre horen zijn composities voor orgel.
In 1867 huwde Rheinberger met de dichteres Franziska von Hoffnaaß.

## Werken
- Vier pianostukken, op. 1
- Drie kleine concertstukken voor piano, op. 5
- Drie etudes voor piano, op. 6
- Drie karakterstukken voor piano, op. 7
- Waldmärchen voor piano, op. 8
- Vijf voordrachtstukken voor piano, op. 9
- Vijf toonschilderingen voor piano, op. 11
- Orgelsonate nr. 1 in c-mineur, op. 27
- Vier Humoresken voor piano, op. 28
- Piano Quartet in Es majeur, op. 38
- Zehn Trio's für Orgel, op. 49
- Requiem in bes-mineur, op. 60
- Orgelsonate nr. 2 in As groot, op. 65
- Drei geistliche Gesänge, op. 69
  1. Morgenlied "Die Sterne sind erblichen": Con moto
  2. Hymne "Dein sind die Himmel": Adagio non troppo
  3. Abendlied "Bleib bei uns": Andante molto
- Orgelsonate nr. 3 in G groot "Pastorale", op. 88
- Orgelsonate nr. 4 in a-mineur, op. 98
- Intermezzo voor hobo, orgel, "Andante pastoral" (uit op. 98)
- Messe in Es majeur, op. 109
- Orgelsonate nr. 5 in fis-mineur, op. 111
- Orgelsonate nr. 6 in es mineur, op. 119
- 24 fughetta's voor orgel, op. 123
- Messe in A, op. 126
- Orgelsonate nr. 7 in f-mineur, op. 127
- Weltliche Musik - für Frauenchor a capella, op. 131
- Orgelsonate nr. 8 in e-mineur, op. 132
- Vier sechsstimmige Motetten, op. 133
- Oster-Hymne (Paas hymne), voor dubbelkoor (acht stemmen), op. 134
  1. Con moto
  2. Andante molot
  3. Poco meno mosso
  4. Maestoso allegro
  5. Largo
  6. Anima nostra. Andantino amabile - Adagio
  7. Meditabor. Non troppo adagio
  8. Laudate Dominum. Maestoso e marcato
  9. Angelus Domini. Maestoso
- Concert voor orgel en orkest nr. 1 in F-majeur, op. 137
- Stabat Mater in g-mineur, op. 138
- Orgelsonate nr. 9 in b-mineur, op. 142
- Orgelsonate nr. 10 in B groot, op. 146
- Orgelsonate nr. 11 in d-mineur, op. 148 (Cantilena)
- Suite voor orgel in c-mineur, viool, cello en orkest, op. 149
- Orgelsonate nr. 12 in Des groot, op. 154
- Zwölf Charakterstücke voor orgel, op. 156
- Orgelsonate nr. 13 in Es groot, op. 161
- Zwölf Monologe voor orgel, op. 162
- Orgelsonate nr. 14 in C groot, op. 165
- Suite voor viool en orgel, op. 166
- Zwölf Meditationen voor orgel, op. 167
- Orgelsonate nr. 15 in D groot, op. 168
- Zwölf Miscellaneen voor orgel, op. 174
- Orgelsonate nr. 16 in gis-mineur, op. 175
- Concert voor orgel en orkest nr. 2 in g-mineur, op. 177
- Orgelsonate nr. 17 in B groot, op. 181
- Orgelsonate nr. 18 in A groot, op. 188
- Zwölf Trio's voor orgel, op. 189
- Orgelsonate nr. 19 in g-mineur, op. 193
- Orgelsonate nr. 20 in F groot, op. 196